# Бек, Аслам
Мирза Аслам Бек (урду  مرزا اسلم بیگ‎, род. 2 августа 1931, округ Азамгарх, Британская Индия) — пакистанский генерал, начальник штаба армии с 1988 по 1992 год, затем занялся политикой. 

## Биография
23 августа 1952 года начал проходить службу в сухопутных войсках Пакистана. В 1960 году в звании майора командовал ротой, задействованной в операции по устранению от власти правителя туземного княжества Дир. 
В начале Сиаченского конфликта в 1984 году он был главой генерального штаба (вторая по значимости после начальника штаба армии должность в пакистанской армии), с 1985 по 1987 год командовал корпусом. В 1987 году стал заместителем начальника штаба армии.
Был назначен начальником штаба армии 17 августа 1988 года, после гибели президента Пакистана Мухаммеда Зия-уль-Хака в авиакатастрофе. Поддержал приход к власти правительства Беназир Бхутто.
16 августа 1992 года ушёл в отставку. После этого он занялся политикой и вступил в партию Пакистанская мусульманская лига (J) во главе с Хамидом Насиром Чатхой. В 1994 году банкир Юнус Хабиб назвал Бека в числе коррумпированных политиков, распределявших теневые денежные фонды из бюджета перед выборами. Бек отрицал все обвинения, но после этого скандала его политическая карьера закончилась. 
В январе 2008 года Бек был одним из отставных военных, требовавших отставки президента Пакистана П. Мушаррафа. 
Есть утверждения о причастности Бека к гибели Зия-уль-Хака в 1988 году. Они основаны на том, что в последний момент Бек не полетел вместе с Зия-уль-Хаком. Однако есть информация, что как раз сам президент приказал Беку лететь на другом самолёте.